# 白灵淖尔城址
白灵淖尔城址或称城圙圐古城、怀朔镇古城遗址，位于内蒙古自治区包头市固阳县。2006年，中国国务院公布为第六批全国重点文物保护单位（古遗址）。
怀朔镇是北魏的六镇之一，据考证，白灵淖尔城址即怀朔镇城。